# Giovanni Casoni
Giovanni Casoni (* 15. Januar 1783 in Venedig; † 30. oder 31. Januar 1857 ebenda) war ein venezianischer Ingenieur, aber auch Historiker, Archäologe und Museumsleiter sowie Sammler archäologischer Fundstücke, von Manuskripten, Münzen und Büchern.

## Leben
Geboren als Sohn der Laura Griselini, die aus Schio stammte, und des Ferraresen Francesco Saverio, wuchs Giovanni in der Gemeinde San Moisè auf. Der Vater war Credenziere der Familie Contarini, die Mutter war eine Nichte des Gelehrten Francesco Griselini.
Giovanni Casoni lernte bei dem Ingenieur Giovanni Battista Giovin Manocchi und dem Architekten Girolamo Corbolin. Er arbeitete zunächst als Landvermesser, doch befasste er sich zunehmend mit der Hydraulik. Nach 1797 arbeitete er in diesem Bereich für verschiedene Behörden, die auf dem Gebiet der ehemaligen Republik Venedig entstanden. 1812 wurde er vom Kriegsministerium und der Marine des Königreichs Italien für ein Projekt eingestellt, um Pläne für Schiffsfabriken zu erstellen. 1818 wurde er von den Österreichern als Architekt für die Kaiserliche Marine engagiert. Ab 1841 war er Ingegnere idraulico der Marine, ab 1852 wurde er zum Direktor für sämtliche marinen Fabriken Venedigs ernannt. In dieser Funktion erarbeitete er Studien über den Hafen von Malamocco, zu den Strömungsverhältnissen in der Lagune und zu den Auseinandersetzungen um die Brenta-Regulierung der Jahre 1789 bis 1792. Dabei war er von Begeisterung für die als ruhmreich imaginierte Republik Venedig erfüllt, die in so hartem Kontrast zum Niedergang unter österreichischer Herrschaft zu stehen schien. Vor allem befasste er sich mit den Theatern, Epitaphien, aber auch mit Spielen oder der Translation der Überreste Paolo Sarpis.
Casoni war ein Verehrer seines Großonkels Francesco Griselini; zugleich war er mit Emmanuele Antonio Cicogna befreundet. Er begann, sich mit Büchern und Handschriften, Karten und Drucken auseinanderzusetzen und sie in den Memorie dell'Istituto Veneto di Scienze, Lettere ed Arti zu publizieren. So erschien 1830 ein wortreicher Beitrag unter dem Titel La peste di Venezia nel MDCXXX zur Epidemie von 1630. Erheblich bedeutender war sein Guida per l'Arsenale di Venezia von 1829 sowie ein Beitrag zur venezianischen Marine in dem Sammelband Venezia e le sue lagune  von 1847 mit dem Titel Breve storia dell’Arsenale.
Während der ausgedehnten Arbeiten in der Lagune sammelte er eine große Zahl an Fundstücken, woraufhin er im Dezember 1856 zum Direktor des Museo di storia, di antichità e del mare ernannt wurde, das im Arsenal entstanden war.
1848 unterstützte er die Revolutionäre unter Daniele Manin, wurde selbst in die Assemblea provinciale gewählt und nahm aktiven Anteil an der Verteidigung gegen die österreichischen Belagerer. Dabei brachte er vor allem seine technischen Kenntnisse ein. Nach der Niederlage wurde er nur als Mitläufer eingestuft, er habe jedenfalls als Patriot „weder mit Taten noch mit Schriften“ eine besonderen Feindseligkeit gegen die „rechtmäßige Regierung gezeigt“. So erhielt er Anstellungen bei seinem vormaligen Arbeitgeber. Schon 1852 wurde er in seine technischen Funktionen wieder eingesetzt, 1856 Oberingenieur und Direktor des Marinemuseums. Doch starb er bereits wenige Monate später. Seine wertvolle Sammlung von Münzen, Urkunden und Handschriften überließ er Emmanuele Cicogna.

## Schriften (Auswahl)
- Guida per l’Arsenale di Venezia, Venedig 1829 (Digitalisat).
- La peste di Venezia nel MDCXXX, Venedig 1830 (Digitalisat).
- Breve storia dell’Arsenale note e cenni sulle forze militari, marittime e terrestri della Repubblica di Venezia, G. Antonelli, Venedig 1847.
- Biografie dei Dogi di Venezia scritti dai chiarissimi Emmanuele Cav. Cicogna, Giovanni Veludo, Francesco Caffi, Giovanni Casoni, Giannantonio Cav. Moschini con centoventi ritratti incisi in rame da Antonio Nani, 2. Aufl., Bd. 1, Venedig 1855 (Digitalisat).